# Temporada 2005 del Campeonato de Galicia de Rally
La temporada 2005 fue la edición 27º del Campeonato de Galicia de Rally. Estaba compuesta por ocho pruebas, comenzando el 2 de abril en el Rally do Cocido y finalizando el 19 de noviembre en el Rally de San Froilán.

## Calendario
| N.º | Fecha               | Rally                         | Resultados |
| --- | ------------------- | ----------------------------- | ---------- |
| 1   | 2-4 de abril        | 10.º Rali do Cocido           | Resultados |
| 2   | 7 de mayo           | 2.º Rally Sur do Condado      | Resultados |
| 3   | 20-21 de mayo       | 14.º Rally do Albariño        | Resultados |
| 4   | 10-12 de junio      | 18.º Rally Cidade de Narón    | Resultados |
| 5   | 23-24 de julio      | 2.º Rally Ourense-Baixa Limia | Resultados |
| 6   | 23-24 de septiembre | 18.º Rally Botafumeiro        | Resultados |
| 7   | 14-15 de octubre    | 21.º Rally de Noia            | Resultados |
| 8   | 18-19 de noviembre  | 27.º Rally de San Froilán     | Resultados |

## Clasificación final

### Campeonato de pilotos
| Pos. | Piloto                    | 1 COC | 2 CON | 3 ALB | 4 CDN | 5 OUR | 6 BOT | 7 NOI | 8 FRO | Ptos |
| ---- | ------------------------- | ----- | ----- | ----- | ----- | ----- | ----- | ----- | ----- | ---- |
| 1.   | Manuel Senra              | 1     | 1     | 1     | 1     |       | 1     | Ret   |       | 1225 |
| 2    | «Bamarti»                 | Ret   | 3     | 2     | 4     | 1     | 2     | 1     | 2     | 943  |
| 3    | Luis Penido               | 6     | 6     | 6     | 7     | 2     | 8     | 2     | 5     | 728  |
| 4    | «Chelis»                  |       |       | 5     | 5     | ?     | 3     | 3     | Ret   | 616  |
| 5    | César Rodríguez Simal     |       |       | 7     | 14    | 5     | 5     | Ret   |       | 516  |
| 6    | Roberto Torres Leiro      | 10    | 8     | 8     | 11    |       |       | 5     |       | 463  |
| 7    | Xesús Ferreiro            | 4     |       |       | 12    | 4     |       |       |       | 454  |
| 8    | Javier Martínez Carracedo |       |       | 9     | 8     | 3     | 6     | Ret   |       | 452  |
| 9    | Alberto Meira             |       | 2     | 3     | Ret   |       | Ret   | Ret   |       | 385  |
| 10   | Jorge Pérez Oliveira      |       |       |       | 30    |       | 17    |       |       | 371  |

### Campeonato de copilotos
| Pos. | Nombre          | Puntos |
| ---- | --------------- | ------ |
| 1    | Faustino Suárez | 1225   |

### Campeonato de grupo N
| Pos. | Nombre      | Puntos |
| ---- | ----------- | ------ |
| 1    | Luis Penido | 1218   |

### Campeonato de grupo A
| Pos. | Nombre       | Puntos |
| ---- | ------------ | ------ |
| 1    | Manuel Senra | 1225   |

### Campeonato de grupo X
| Pos. | Nombre                    | Puntos |
| ---- | ------------------------- | ------ |
| 1    | Javier Martínez Carracedo | 881    |

### Campeonato de escuderías
| Pos. | Nombre      | Puntos |
| ---- | ----------- | ------ |
| 1    | Senra Sport | 828    |

### Campeonato de marcas
| Pos. | Nombre     | Puntos |
| ---- | ---------- | ------ |
| 1    | Mitsubishi | 1316   |

### Trofeo Driver Center Junior
| Pos. | Nombre            | Puntos |
| ---- | ----------------- | ------ |
| 1    | Adrián Díaz Pérez | 875    |

### Driver Center senior
| Pos. | Nombre       | Puntos |
| ---- | ------------ | ------ |
| 1    | Andrés Fraga | 785    |

### 1000 Autopark de Galicia
| Pos. | Nombre            | Puntos |
| ---- | ----------------- | ------ |
| 1    | Basilio Fernández | 845    |

### Copa Clio Renault Sport
| Pos. | Nombre          | Puntos |
| ---- | --------------- | ------ |
| 1    | César Rodríguez | 161    |